# 裂苞瘤果芹
裂苞瘤果芹（学名：Trachydium involucellatum）为伞形科瘤果芹属的植物，是中国的特有植物。分布于中国大陆的西藏等地，生长于海拔4,000米至4,500米的地区，多生长在河边或山坡灌丛草地。